# Ибль, Миклош
Ми́клош Ибль (венг. Ybl Miklós; 6 апреля 1814, Секешфехервар — 22 января 1891, Будапешт) — венгерский архитектор, яркий представитель псевдоисторизма в европейской архитектуре. Здание Венгерской оперы в Будапеште — наиболее известная работа Ибля. По проекту Миклоша Ибля был проложен парадный проспект венгерской столицы — проспект Андраши.
Получил образование в венском Политехническом институте и мюнхенской Академии художеств. Некоторое время работал вместе с Михаем Поллаком. В начале 1840-х годов путешествовал по Италии. Принимал участие в создании Венгерской академии наук, но так и не стал её членом. Похоронен на кладбище Керепеши в Будапеште. В 1953 году в Венгрии учреждена Премия имени Миклоша Ибля.